# National Council for the Conservation of Plants and Gardens
El Consell Nacional per a la Conservació de Plantes i de Jardins en anglès: National Council for the Conservation of Plants and Gardens (NCCPG) va ser fundat com una associació caritativa del Regne Unit el 1978 amb l'objectiu de coordinar els talents botànics de horticultores i conservacionistes amb la cura dels jardiners afiliats, tant aficionats com professionals. La declaració de missió de l'organització ens diu, que "l'NCCPG intenta conservar, documentar, promoure i fer disponible la rica biodiversitat de les plantes de jardí de Gran Bretanya i Irlanda en benefici de cadascun amb a través de l'horticultura, l'educació i la ciència." Específicament, les metes de l'organització són: 
- Promoure la propagació tant de les espècies com les cultivars de plantes de jardí de les illes britàniques, així com la conservació ecològica d'aquelles espècies de plantes que estiguin en perill
- Promoure i canalitzar la recerca en les plantes cultivades, els seus mediambients, els seus orígens, la seva importància històrica i cultural.
- Promoure l'educació del públic en la conservació de les plantes de jardí.

Gràcies a les quotes dels seus membres i els donatius dels seus patrocinadors l'NCCPG cerca redescobrir i reintroducir plantes de jardí que es trobin en perill animant a la seva propagació i distribució perquè puguin ser conreades tan extensament com sigui possible. Els treballs de l'NCCPG estan coordinats amb altres organismes de la conservació així com amb els jardins botànics, el National Trust, National Trust for Scotland, English Heritage, the Royal Horticultural Society i moltes altres societats hortícoles.
El director de l'NCCPG és HRH el Príncep de Gal·les.
El 2010, el jardiner de televisió Alan Titchmarsh es va convertir en president de l'organització benèfica.